# Krzysztof Kondratowicz
Krzysztof Kondratowicz (ur. 16 października 1928 w Łucku (Wołyń), zm. 3 października 2010 w Warszawie). Doktor nauk wychowania fizycznego, propagator jiu-jitsu w Polsce. Autor wielu książek i artykułów dotyczących jiu-jitsu i innych dalekowschodnich sztuk walki.